# 28 días
28 días, cuyo título original es 28 Days, es una película dramática estadounidense del año 2000 dirigida por Betty Thomas y protagonizada por Sandra Bullock.

## Argumento
Gwen Cummings (Sandra Bullock) es una periodista de éxito a quien le gusta mucho beber y divertirse en compañía de su novio Jasper (Dominic West) y sus numerosos amigos. El problema es que no sabe poner límites a su comportamiento. Sin embargo, cuando en la boda de su hermana Lily (Elizabeth Perkins) aparece bebida y decide coger prestada la limusina y se estrella contra el porche de una casa, deberá ingresar en una clínica de rehabilitación fuera de la ciudad, por un período de 28 días, dirigida por Cornell (Steve Buscemi).
Una vez dentro de la clínica de rehabilitación, Gwen tratará de dar un giro radical a su vida e intentará superar su adicción al alcohol y las drogas. Dentro de la clínica estará rodeada de un grupo de internos con un sentido del humor muy especial, entre quienes destaca su compañera de cuarto Andrea (Azura Skye), una adolescente de 17 años adicta a la heroína; y Eddie Boone (Viggo Mortensen), un jugador estrella de béisbol y con problemas de alcohol, quien se sentirá atraído por ella. Gracias a todas esta experiencias, logran salir de sus vidas cotidianas para adentrarse en una aventura.

## Reparto

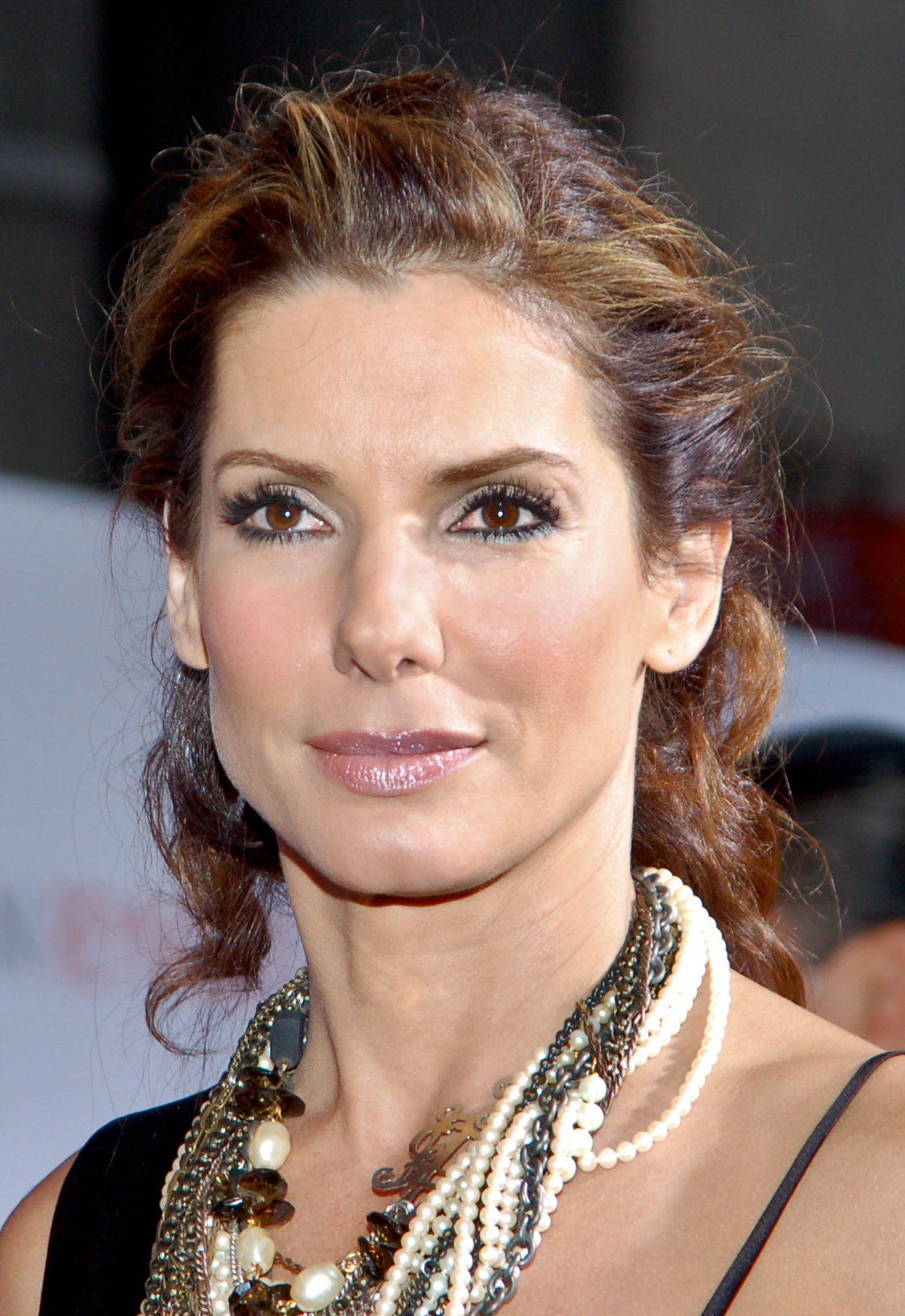
Sandra Bullock interpreta a Gwen Cummings

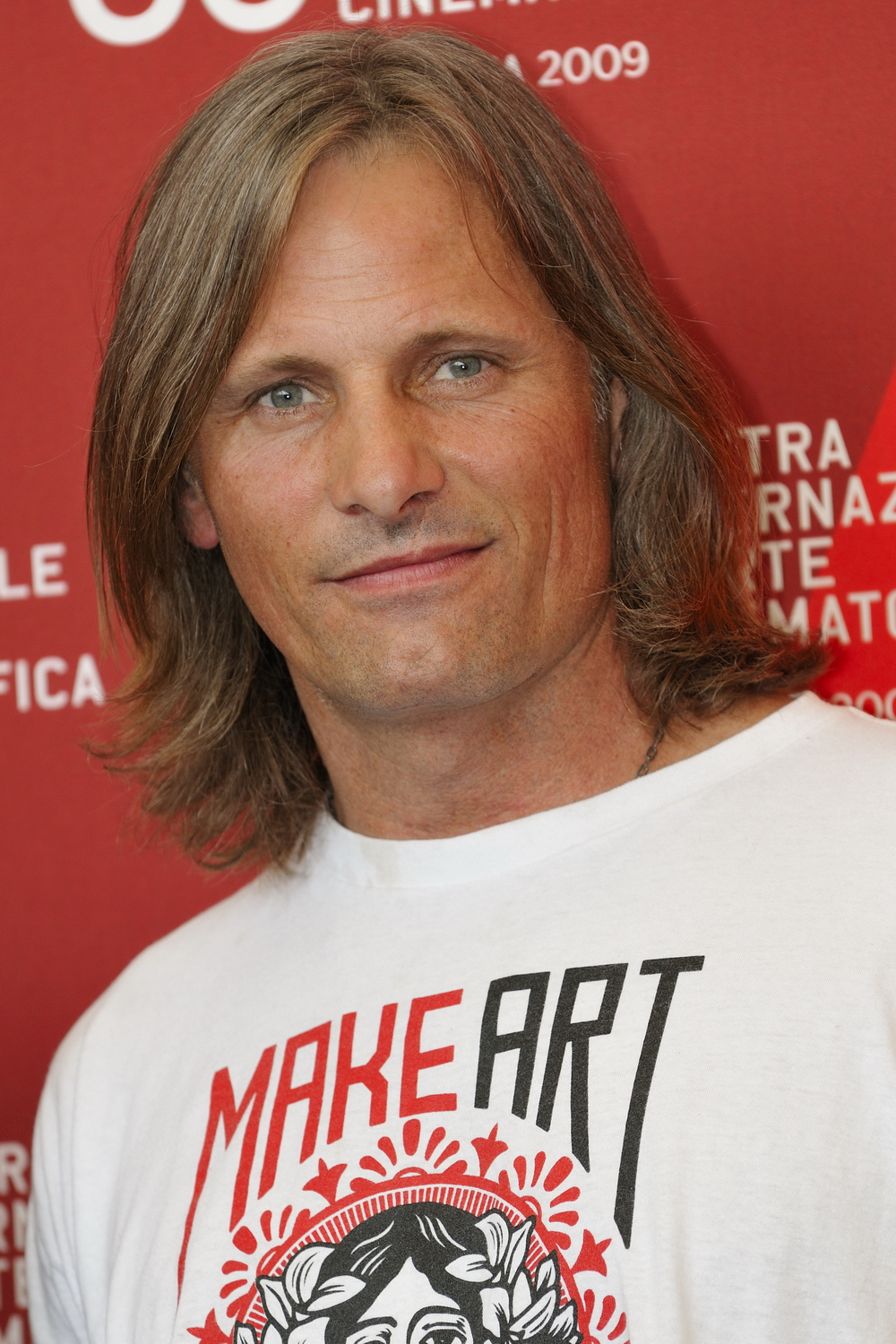
Viggo Mortensen interpreta a Eddie Boone

| Actor                  | Personaje     |
| ---------------------- | ------------- |
| Sandra Bullock         | Gwen Cummings |
| Viggo Mortensen        | Eddie Boone   |
| Dominic West           | Jasper        |
| Elizabeth Perkins      | Lily Cummings |
| Azura Skye             | Andrea        |
| Steve Buscemi          | Cornell       |
| Alan Tudyk             | Gerhardt      |
| Mike O'Malley          | Oliver        |
| Reni Santoni           | Daniel        |
| Marianne Jean-Baptiste | Roshanda      |
| Margo Martindale       | Betty         |
| Diane Ladd             | Bobbie Jean   |

## Producción
Se rodó entre el 14 de abril y el 14 de julio de 1999. Se filmó en diversas localidades de Estados Unidos, como Nueva York, Bedford, Asheville y Wilmington. Sandra Bullock pasó una pequeña temporada en un centro de rehabilitación con el fin de preparar su personaje y hacerlo más creíble; además la actriz bebía un café expresso triple previamente a cada escena que requiriese el temblor en sus manos. Alan Tudyk, el actor que interpreta a Gerhardt, improvisó todos los monólogos que realizan los pacientes frente a la cámara, estos nunca fueron parte del guion.

## Recepción

### Respuesta crítica
Según la página de Internet Rotten Tomatoes obtuvo un 31 % de comentarios positivos, llegando a la siguiente conclusión: "aunque 28 días trata un tema difícil, lo hace de forma oscura y superficial y, a lo mejor, es hasta un poco moralista". Jonathan Foreman definió la cinta como "la mejor película de Bullock en años, puede que sea el mejor trabajo que haya hecho nunca". Jorge Ávila Nadrade señaló "un mensaje que por momentos quiere ser profundo y reflexivo pero que, desafortunadamente, se queda en el intento". Según la página de Internet Metacritic obtuvo críticas mixtas, con un 46%, basado en 26 comentarios de los cuales 9 son positivos.

### Taquilla
Estrenada en 2523 cines estadounidenses debutó en segunda posición con diez millones de dólares, con una media por sala de 4086 dólares, por delante de Keeping the Faith y por detrás de Rules of Engagement. Recaudó en Estados Unidos 37 millones. Sumando las recaudaciones internacionales la cifra asciende a 62 millones. El presupuesto estimado invertido en la producción fue de 43 millones.